# المسح الراشح
المسح الراشح هو تقنية شائعة تستخدمها الفيروسات للتعبير عن بروتينات متعددة من تتابع واحد من الحمض الريبي النووي (RNA). وعندما تتم ترجمة الحمض الريبي النووي إلى حقيقيات النواة، تقوم أربعينيات رنا الريبوسومي (40s rRNA) بالفحص من النهاية الخامسة من الحمض الريبي النووي حتى تصل إلى أول كودون أو شفرة ثلاثية (AUG) لتبدأ الترجمة من هذا الإطار للقراءة المفتوحة،. ويمثل ذلك مشكلةً بالنسبة إلى الفيروسات بين الخلوية التي تحتاج إلى التعبير عن بروتينات من إطارات القراءة المفتوحة، ولذا تستخدم هذه الفيروسات المسح الراشح للتغلب على هذه المشكلة. يحدث المسح الراشح عندما لا يحيط بكودون البدء تتابع أمثل من النيوكليوتيدات، مما يتسبب عادةً في تخطي كودون البدء هذا (يعتمد تكرار هذا الحدث على تتابع محيط معين). ويتسبب هذا في استمرار أربعينيات رنا الريبوسومي في طريقها نحو كودون البدء التالي، الذي قد يكون أو لا يكون خارج الإطار الذي ستشكل فيه عقدة الريبوسوم الكاملة وتبدأ في تخليق البروتين.
عادة ما يتداخل إطار القراءة المفتوحة الثاني مع الأول، لكن هذه ليست هي الحال دائمًا.
حيث تمنح هذه التقنية إلى حدٍ ما القدرة على التحكم في مستوى التعبير عن الجين حيث أن الجينات الموجودة على إطار القراءة المفتوحة البديلة غالبًا لا تتم ترجمتها.